# Schiffbrücke (Sankt Petersburg)
Die Schiffbrücke (russisch Корабельный мост Korabelny most) ist eine Stahlbrücke in Sankt Petersburg, die den Fluss Moika überspannt und sich im Stadtbezirk Admiralteiski auf dem Werksgelände der Admiralitätswerft befindet. Sie verbindet die Inseln Neue Admiralitätsinsel und Matissow. Die Brücke ist nicht öffentlich zugänglich.

## Baugeschichte
Die Brücke wurde 1967 errichtet und am 4. Juli 1977 nach dem ehemals nahegelegenen „Schiffsdamm“ benannt. Sie wurde als Stahlbetonbalkenbrücke mit einer Fahrbahn aus Asphaltbeton gebaut. Das schmucklose Geländer besteht aus vertikal angeordneten Metallstäben.